# Kannonshō-ji

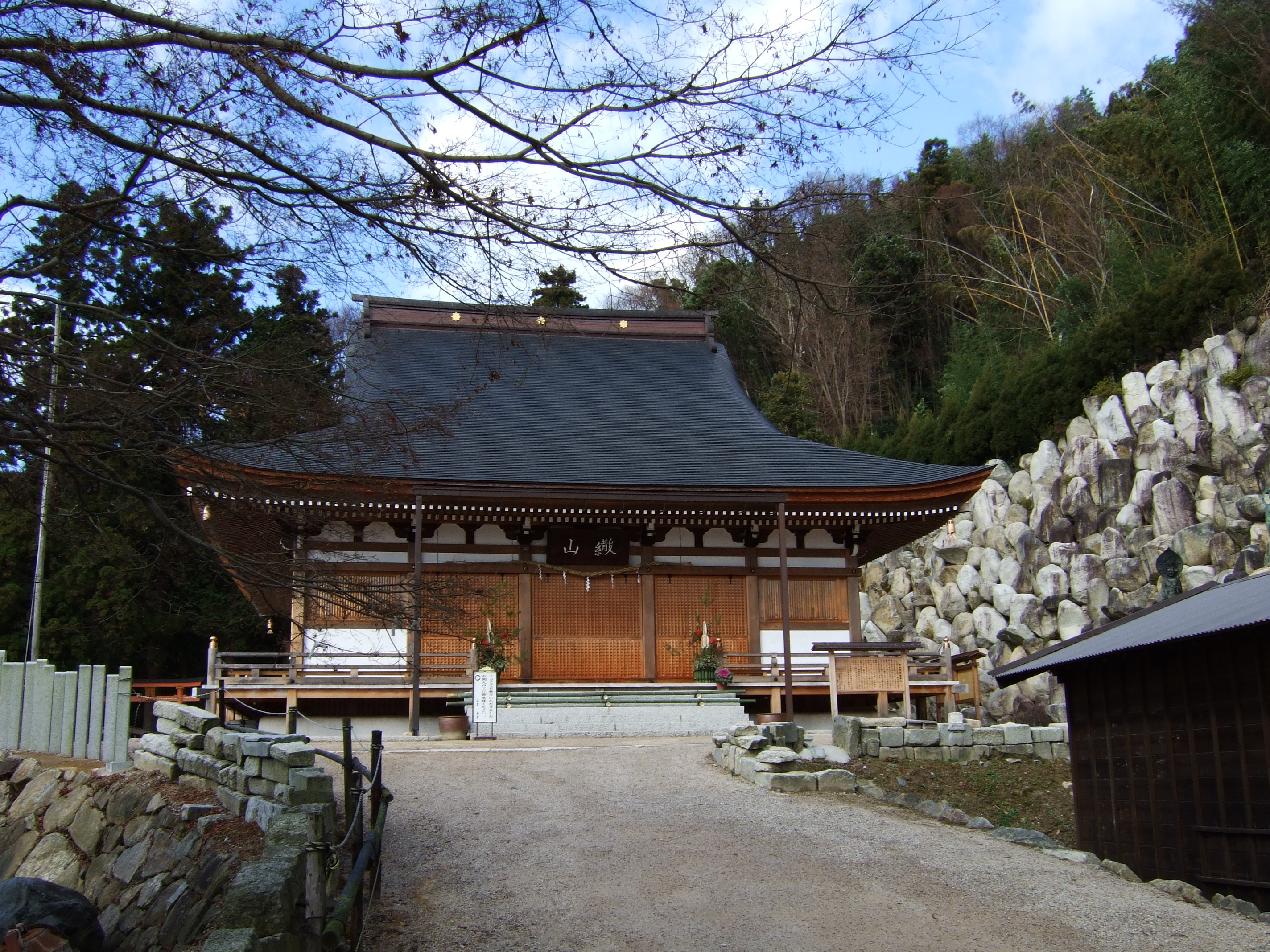
Haupthalle des Kannonshō-ji

Der Kannonshō-ji (jap. 観音正寺) ist ein buddhistischer Tempel in der Stadt Ōmihachiman,
Präfektur Shiga in Japan. Der Tempel ist mit der Glaubensrichtung Tendai-shū assoziiert. Hauptbildnis des Tempels ist eine Statue der tausendarmigen Kannon. Der Kannonshō-ji ist der 32. Tempel des Saigoku-Pilgerweges (西国三十三箇所, Saigoku sanjūsankasho).

## Überblick
Über die Gründung des Kannonshō-ji gibt es keine schriftlichen Zeugnisse. Der Tempelüberlieferung nach soll der Kannonshō-ji im Jahr 605 durch den Prinzregenten Shōtoku gegründet worden sein.
Das Tempelgelände befindet sich seit der Muromachi-Zeit im Gipfelbereich des 433 Meter hohen Berges Kinugasayama in der Nähe des Biwa-Sees. Der Tempel wurde vor allem durch Mitglieder der ortsansässigen Rokkaku-Kriegersippe gefördert. Bei der Eroberung der nahegelegenen Burg durch Truppen Oda Nobunagas 1568 wurde auch der Kannonshō-ji verwüstet, jedoch in den Jahren 1596 bis 1615 renoviert. 1993 wurde die Haupthalle durch ein Feuer vollständig zerstört, bei dem auch das als wichtiges Kulturgut eingestufte Hauptbildnis verbrannte. Ein Neubau konnte 2004 zusammen mit einer neuen Statue einer tausendarmigen Kannons, gefertigt von Myokei Matsumoto, eingeweiht werden.